# 1986年の全日本耐久選手権
1986年の全日本耐久選手権は、1986年4月6日に鈴鹿サーキットで開幕し、11月23日に富士スピードウェイで閉幕するまで、全6戦で争われた。

## 開催カレンダー
| 開催日   | 開催地 | イベント名                   | 優勝 | 優勝                                                                 | PP | PP                                             |
| 開催日   | 開催地 | イベント名                   | #    | ドライバー - 周回数 / 車種                                           | #  | ドライバー - タイム / 車種                     |
| 4月6日   | 鈴鹿   | インターナショナル鈴鹿500km  | 1    | 高橋国光 高橋健二 85周 / ポルシェ・962C                              | 1  | 高橋国光 1分54秒835 / ポルシェ・962C           |
| 5月4日   | 富士   | 全日本富士1000km             | 1    | 高橋国光 高橋健二 225周 / ポルシェ・962C                             | 1  | 高橋国光 1分34秒01 / ポルシェ・962C            |
| 7月20日  | 富士   | 全日本富士500マイル          | 7    | ヴァーン・シュパン 鈴木恵一 ジョージ・フーシェ 180周 / ポルシェ・956 | 23 | 星野一義 1分16秒87 / マーチ・86G/日産          |
| 8月24日  | 鈴鹿   | インターナショナル鈴鹿1000km | 27   | 米山二郎 岡田秀樹 浅井順久 170周 / ポルシェ・956                     | 23 | 星野一義 1分56秒486 / マーチ・86G/日産         |
| 10月5日  | 富士   | WEC-JAPAN                    | 7    | パオロ・バリッラ ピエルカルロ・ギンザーニ 226周 / ポルシェ・956      | 18 | オスカー・ララウリ 1分16秒519 / ポルシェ・962C |
| 11月23日 | 富士   | 全日本富士500km              | 7    | ヴァーン・シュパン 鈴木恵一 113周 / ポルシェ・956                    | 32 | 長谷見昌弘 1分14秒685 / マーチ・86G/日産       |

## 主なエントリー
| No. | マシン                                | ドライバー                                                       | エントラント                         | タイヤ |
| --- | ------------------------------------- | ---------------------------------------------------------------- | ------------------------------------ | ------ |
| 1   | ポルシェ・962C                        | 高橋国光 高橋健二                                                | アドバンスポーツノバ                 | Y      |
| 2   | ポルシェ・956                         | 高原敬武 戸谷千代三 都平健二                                     | アルファキュービックレーシングチーム | B      |
| 3   | トムス・85C/トヨタ                    | 長坂尚樹 赤池卓 (Rd.1) スティーブン・アンドスカー (Rd.2-6)       | オートビューレックモータースポーツ   | D      |
| 5   | トムス・85C/トヨタ                    | 茂木和男 本橋敏生 (Rd.1-5) 松田秀士 (Rd.3-5) ウィル・ホイ (Rd.6) | オートビューレックモータースポーツ   | Y      |
| 7   | ポルシェ・956                         | ヴァーン・シュパン 鈴木恵一 ジョージ・フーシェ                   | トラスト                             | D      |
| 8   | マーチ・86G/日産                      | 松本恵二 鈴木亜久里                                              | パーソンズレーシングチーム           | B      |
| 12  | LM・06/トヨタ                         | フランツ・コンラッド 森本晃生                                    | CARAインターナショナルレーシング     | Y      |
| 19  | サード・MC86X/トヨタ                  | 佐々木秀六 デビッド・シアーズ 岡本靖幸 見崎清志                  | サード                               | D      |
| 20  | ローラ・T810/日産 マーチ・85G/日産    | 柳田春人 中川隆正                                                | セントラル20レーシングチーム         | D      |
| 23  | マーチ・86G/日産                      | 星野一義 萩原光 中子修                                           | ホシノレーシング                     | B      |
| 27  | ポルシェ・956                         | 米山二郎 岡田秀樹                                                | フロムAレーシング                    | D      |
| 32  | マーチ・85G/日産 マーチ・86G/日産     | 長谷見昌弘 和田孝夫                                              | ハセミモータースポーツ               | D      |
| 35  | トムス・85C/トヨタ トムス・86C/トヨタ | 小河等 鈴木利男 黒澤元治 星野薫                                  | ミノルタレーシングチーム             | B      |
| 36  | トムス・85C/トヨタ トムス・86C/トヨタ | ジェフ・リース 関谷正徳 鈴木利男 中嶋悟                          | トムス                               | B      |
| 37  | トムス・85C/トヨタ トムス・86C/トヨタ | ケネス・アチソン マイケル・ロー                                  | チーム・イクザワ                     | D      |
| 38  | 童夢・85C/トヨタ 童夢・86C/トヨタ     | エイエ・エリジュ ベッペ・ガビアーニ トーマス・ダニエルソン       | ワコール童夢                         | D      |
| 170 | マツダ・757                           | 片山義美 寺田陽次郎 ピエール・デュドネ                           | マツダスピード                       | D      |
| 171 | マツダ・757                           | 従野孝司 デビッド・ケネディ                                      | マツダスピード                       | D      |